# Домбаровський
Домба́ровський (рос. Домбаровский) — селище, центр Домбаровського району Оренбурзької області, Росія.

## Населення
Населення — 8614 осіб (2010; 9609 у 2002).
Національний склад (станом на 2002 рік):
- росіяни — 49 %
- казахи — 27 %